# دايكي ميا
دايكي ميا (باليابانية: 宮 大樹) (مواليد 1 أبريل 1996) هو لاعب كرة قدم ياباني.

## وصلات خارجية
- دايكي ميا على موقع رابطة كرة القدم اليابانية للمحترفين (اليابانية)
- دايكي ميا على موقع قاعدة بيانات كرة القدم.إي يو (الإنجليزية)
- دايكي ميا على موقع Soccerway.com (الإنجليزية)
- دايكي ميا على موقع عالم كرة القدم.نت (الإنجليزية)